# Сиракьюс Орандж (баскетбол)
Сиракьюс Орандж (англ. Syracuse Orange) — баскетбольная команда, представляющая Сиракьюсский университет в первом баскетбольном мужском дивизионе NCAA. Располагается в Сиракьюсе (штат Нью-Йорк). Команда выступает в Конференции Атлантического Побережья. Первый официальный сезон «Орандж» провели в 1900/1901 годах, и с тех пор стал одной из самых сильных команд конференции. Является пятой командой по количеству побед в истории первого дивизиона NCAA и в настоящее время удерживает рекорд NCAA по количеству сезонов подряд, в которых команда одержала больше побед, чем поражений — 46.
Главным тренером «Орандж» является Джим Бехайм, который возглавляет команду 43 лет. Под его руководством команда десять раз становилась победителем регулярного чемпионата конференции Big East, завоевала пять чемпионских титулов турнира конференции Big East, 34 раза выступала в турнире NCAA и трижды участвовала в финале чемпионата, став национальным чемпионом в 2003 году.

## История

### Переход в Конференцию Атлантического Побережья
1 июля 2013 года Сиракьюс вместе с Нотр-Дамом и Питтсбургом перешли в Конференцию Атлантического Побережья. В дебютном сезоне в новой конференции «Орандж» начали чемпионат с результата 25-0, а затем проиграли шесть из последних девяти матчей, заняв по итогам второе место в турнирной таблице. Таким образом «Орандж» 44 сезона подряд завершали чемпионат с положительным соотношением побед к поражениям.

## Закреплённые номера
Как и многие другие спортивные команды, Сиракьюсский университет закрепляет номер в знак признания заслуг игроков. Университет запрещает выступать игрокам под закреплёнными номерами. Так, когда в команду пришёл Кармело Энтони, который в школе выступал под номером 22, он был вынужден сменить свой номер на 15.
- Рони Сейкали, #4
- Вик Хэнсон, #8
- Уилмет Сидат-Синх, #19
- Кармело Энтони, #15
- Шерман Дуглас, #20
- Дэйв Бинг, #22
- Билли Оуэнс, #30
- Дуэйн Вашингтон, #31
- Деррик Колман, #44
- Билли Габор, #17

## Достижения
- Чемпион Helms: 1918, 1926
- Чемпион NCAA: 2003
- Финалист NCAA: 1987, 1996
- Полуфиналист NCAA: 1975, 1987, 1996, 2003, 2013, 2016
- Четвертьфиналист NCAA: 1957, 1966, 1975, 1987, 1989, 1996, 2003, 2012, 2013, 2016
- 1/8 NCAA: 1957, 1966, 1973, 1975, 1977, 1979, 1980, 1984, 1987, 1989, 1990, 1994, 1996, 1998, 2000, 2003, 2004, 2009, 2010, 2012, 2013, 2016, 2018
- Участие в NCAA: 1957, 1966, 1973, 1974, 1975, 1976, 1977, 1978, 1979, 1980, 1983, 1984, 1985, 1986, 1987, 1988, 1989, 1990, 1991, 1992, 1994, 1995, 1996, 1998, 1999, 2000, 2001, 2003, 2004, 2005, 2006, 2009, 2010, 2011, 2012, 2013, 2014, 2016, 2018, 2019
- Победители турнира конференции: 1981, 1988, 1992, 2005, 2006
- Победители регулярного чемпионата конференции: 1980, 1986, 1987, 1990, 1991, 1997, 2000, 2003, 2010, 2012